# Giulio Cesare Croce
Giulio Cesare Croce (San Giovanni in Persiceto, 1550 - Bolonia, 1609) fue un escritor, enigmista y cantastorie italiano.
Hijo de un herrero y herrero él mismo de profesión, a la muerte de su padre y de su tío continuó con su educación cultural. Nunca tuvo un patrocinador en particular pero fue de todos modos capaz de eventualmente dejar el negocio familiar y seguir su pasión: contar historias. Tuvo un gran éxito y fue capaz de viajar a ferias, mercados, casas de la aristocracia y las cortes de Italia. Sus presentaciones era complementadas por la música de un violín. Su prolífica producción literaria deriva principalmente de su propia transcripción de sus presentaciones. 
Se casó dos veces y tuvo catorce hijos. Murió en la pobreza.

## Vida y decisiones
Gran parte de las noticias sobre la vida de Giulio Cesare Croce provienen de su obra autobiográfica "Descrittione della vita del Croce". 
Croce apenas tuvo una formación formal o profesores y por ende puede ser uno de los autores autodidactas más exitosos de la literatura italiana. Debido a sus decisiones, no fue nunca parte de los grupos literarios de su tiempo, aunque tuvo contactos documentados con Giovan Battista Marino y otros importantes literatos de la época. 
Ser un hombre de letras en su tiempo significaba vivir en la corte, tener patrocinadores, o depender de uno mismo en materias financieras. Croce no fue nunca un verdadero literato en el sentido estricto de la palabra, ya que prefirió siempre las audiencias de gente común a las cortes. De hecho, fue más que nada un cuentacuentos y un herrero y probablemente escribió por placer. Como tal, sus historias e inspiración provenían de la clase baja de las audiencias en los mercados, que, si eran capaces de leer, compraban sus obras. Esto era diametralmente distinto a muchos de los autores de su época, quienes buscaban satisfacer los caprichos de sus mecenas, lo que convierte la obra de Croce en un valioso testimonio de la sensibilidad de las clases más humildes de la época barroca.

## Bertoldo
El autor retomó muchas veces temas populares del pasado como la historia de Bertoldo. Bertoldo es una historia que tuvo muchas versiones en la Edad Media italiana, ambientada en la corte del rey Alboino en Verona o Pavía, dependiendo de la versión. En su versión más orgánica, la de Croce (Le sottilissime astutie di Bertoldo, 1606), Bertoldo es de Roverè Veronese. La historia moderaba el lenguaje obsceno y suavizaba el aspecto de revancha contra los poderosos presente en otras versiones. Una de las versiones usadas por Croce para su propia versión fueron los Dialogus Salomonis et Marcolphi.
A su primer Bertoldo,
el escritor lo siguió con una continuación llamada Le piacevoli et ridicolose simplicità di Bertoldino 1608 sobre el hijo de Bertoldo, a cargo de su madre Marcolfa. Más tarde, en 1620, el abate Adriano Banchieri escribió otra continuación llamada Novella di Cacasenno, figliuolo del semplice Bertoldino. De ahí en adelante las dos obras de Croce son a menudo publicadas en un solo título junto con la obra de Banchieri, llamándose Bertoldo, Bertoldino y Cacaseno, en la cual se inspiraron tres películas distintas, una en 1936, la segunda en 1954 y la tercera, de Mario Monicelli, en 1984.

## Libros y comedias
Croce escribió más de seiscientas obras, algunas en italiano y otras en dialecto boloñés. Fue uno de los mayores exponentes italianos de la literatura carnavalesca, filón importante de la literatura europea hasta el siglo XIX, identificada por primera vez por el crítico ruso Mijaíl Bajtín, caracterizada por la relación estrecha con la cultura rural y en particular con el rito del carnaval, que entre sus exponentes cuenta con Luciano de Samosata, Rabelais, Cervantes y Fiódor Dostoyevski.

### Libros
- Le sottilissime astuzie di Bertoldo.
- Le piacevoli e ridicolose simplicità di Bertoldino, figlio del già astuto Bertoldo.
- Descrizione della vita del Croce (autobiografía en verso).
- I banchetti di mal cibati (sobre la hambruna de 1590).
- La sollecita e studiosa Accademia de' Golosi.
- L'eccellenza e il trionfo del porco.
- Le ventisette mascherate piacevolissime (dedicada a la veneciana Berenice Gozzadina Gozadini).

### Comedias
- La Farinella.
- Il tesoro.
- Sandrone astuto.
- Cavalcata di varij lenguazi.
- Sogno del Zani.
- Dispute fra Cola et Arlechino.
- Dai Dialoghi curiosi.
- Vanto ridicoloso del Trematerra.
- La gran vittoria di Pedrolino contra il Dottor Gratiano Scatolone.
- La canzone di Catarinon.
- Vocabulario Gratianesco.
- Conclusiones quinquaginta tres sustintà in Franculin dal macilent Signor Grazian Godga....
- Sbravate, razzate e arcibullate dell'arcibravo Smedolla uossi....
- Disputa fra Cola Sgariatore, ed Arlechino da Marcaria sopra le lor prodezze.
- Utrom del Dottore Graziano Partesana da Francolino.